# Ettore Archinti
Ettore Alcibiade Vitale Archinti (Lodi, 30 settembre 1878 – Flossenbürg, 17 novembre 1944) è stato uno scultore e politico italiano, primo sindaco socialista della città di Lodi. Membro del Comitato di Liberazione cittadino, fu catturato dai nazifascisti e deportato nel campo di sterminio di Flossenbürg in Germania, dove morì.

## Biografia
Ettore Archinti (all'anagrafe Ettore Alcibiade Vitale Archinti) nacque a Lodi, in Via Legnano 16, il 30 settembre 1878. A Milano, dove visse per un periodo con la famiglia, ebbe modo di frequentare l'Accademia di belle arti di Brera, dove frequentò il corso di scultura della Scuola Serale Artefici. Negli anni della sua formazione visitò l'Europa; fu a Parigi, Londra, Monaco di Baviera, Vienna, Istanbul e in Russia, dove frequentò musei e collezioni. Accanto all'attività artistica fu impegnato anche in ambito politico, attento alle esigenze del proletariato, e fu membro della Camera del lavoro di Lodi. 
Nel 1913 Archinti partecipò, aggiudicandosi il primo premio, al concorso Tantardini, con la scultura Forse è meglio che tu non veda. Subì la carcerazione nel 1915, per non essersi presentato dopo la chiamata al fronte, ma gli fu riconosciuto che la sua scelta era ispirata a valori pacifisti e che non si trattava di mera renitenza; durante il servizio militare non fu poi mai attivo al fronte. Negli anni del primo dopoguerra il suo impegno politico crebbe, e nel novembre del 1920 divenne il primo sindaco socialista della città Lodi. A seguito del difficile periodo che nel biennio successivo vide dilagare l'azione delle squadre fasciste dovette però dimettersi nel giugno 1922. 
Negli anni che seguirono si dedicò intensamente all'attività scultorea. Nel frattempo dovette subire alcune aggressioni e un attentato nel 1925 da parte di esponenti del fascismo locale. Nonostante fosse tenuto sotto controllo come possibile dissidente, Archinti intensificò nel tempo la sua militanza negli ambienti antifascisti lodigiani. Il suo stesso studio era il ritrovo abituale di tanti giovani oppositori del regime. Dopo il 1943, durante l'occupazione tedesca, aiutò nella fuga alcuni partigiani ricercati e prigionieri anglo-americani; fu membro del Comitato di Liberazione cittadino. Venne incarcerato una prima volta il 21 febbraio 1944 a Lodi, ma venne liberato in aprile a causa del fatto che non fu provato il suo coinvolgimento diretto nell'attività di resistenza. Nonostante la polizia segreta lo avesse posto sotto controllo, Archinti continuò la propria attività, e fu nuovamente arrestato il 21 giugno dalla polizia politica, prelevato all'alba nella sua abitazione adibita a studio, a Lodi. Fu portato questa volta nel carcere di San Vittore, per essere trasferito al campo di smistamento di Bolzano il 17 agosto. Da qui fu condotto al lager di Flossenbürg, in Baviera, all'inizio del mese di settembre. All'età di 66 anni venne ritenuto inadatto al lavoro, e trasferito in convalescenza, dalla quale non sarebbe più uscito. Morì il 17 novembre 1944.. La città di Lodi lo ricorda con una via a lui dedicata nel centro storico e con un museo che ne raccoglie alcune opere. Il Monumento a Vittorio Emanuele II a Lodi presenta il Trofeo bronzeo realizzato nel 1913 su un modello di cera realizzato da Archinti.